# Тюркология
Тюрколо́гия — совокупность (комплекс) научных гуманитарных дисциплин, изучающих языки, литературу, историю, фольклор, религию, этнографию, духовную и материальную культуру тюркских и тюркоязычных народов в прошлом и настоящем.
Первоначально узко рассматривалась как сугубо филологическая наука, занимающаяся тюркскими языками и литературой.

## Предмет изучения
Географически сфера интересов тюркологов простирается от Якутии на крайнем севере до Кипра на юго-западе, от Китая на востоке до стран Ближнего Востока на юге.
Общая численность тюркских народов, этнических групп и меньшинств в мире сегодня достигает по разным оценкам около 165 миллионов человек. Около 20 миллионов человек владеет каким-либо из тюркских языков в качестве второго или третьего. Однако, не следует смешивать такое знание с этнической принадлежностью. Самые ранние тюркские тексты датируются 600—800 гг. н. э..
Религией древних тюрков было тенгрианство. В настоящее время разные тюркские народы исповедуют различные религии. Основной религией является ислам, также исповедуют христианство, буддизм и коренные религии. Большинство современных тюрков мусульмане-сунниты. Последователи буддизма остались сегодня только среди жёлтых уйгуров и тувинцев. Чуваши и гагаузы в основном православные христиане. Караимы и крымчаки исповедуют иудаизм.
В России проживают 25 тюркских народов (в целом около 12 миллионов человек): татары (5 млн. 554 тыс.), башкиры (1 млн. 673 тыс.), чуваши (1 млн. 637 тыс.), казахи (653 тыс.), азербайджанцы (621 тыс.), якуты (443 тыс.), кумыки (422 тыс.), крымские татары (254 тыс.), тувинцы (243 тыс.), карачаевцы (192 тыс.), узбеки (122 тыс.), балкарцы (108 тыс.), турки (92 тыс.), ногайцы (110 тыс.), хакасы (75 тыс.), алтайцы (67 тыс.), туркмены (33 тыс.), киргизы (31 тыс.), шорцы (13 тыс.), гагаузы (12 тыс.), долганы (7261), уйгуры (2867), каракалпаки (1609), тофалары (837), караимы (366).
Количество тюркских языков определяется по-разному. Так, в коллективной монографии, изданной АН СССР в 1966 году, указано 23 живых языка; в учебном пособии А. А. Реформатского — 25 живых и 7 мёртвых языков; в монографии Н. А. Баскакова — 27 живых и 12 мёртвых языков. В новейшей коллективной монографии «Тюркские языки», изданной Институтом языкознания РАН в серии «Языки мира» в 1997 году, отмечено 39 живых и 15 мёртвых тюркских языков.
Ввиду своей распространённости, культурного и практического значения первым языком для изучения студентами-тюркологами часто избирается турецкий.
В России подготовка студентов-тюркологов ведётся в МГИМО, ИСАА, СПбГУ, МГЛУ, РГГУ, Военном университете МО, ИВ РАН, Казанском госуниверситете, Челябинском госуниверситете, Сибирском федеральном университете и многих других высших учебных заведениях.
Знания востоковедов-тюркологов востребованы как в лингвистике и культуре, так и в политологии, журналистике, социологии, статистике, антропологии и др.

## История
Важнейшими источниками для тюркологии явились древнетюркские рунические надписи (т. н. орхоно-енисейские надписи) VIII—X веков и памятники, написанные староуйгурскими рунами в VIII—XVI веков.
Первым серьёзным трудом по тюркским языкам было «Собрание тюркских наречий» (Kitâbü divân-i lûgat it-Türk — Словарь-справочник по различным тюркским языкам), составленное в XI веке кашгарским тюркским учёным Махмудом ал-Кашгари.
В XV—XVII веках главным направлением тюркологии было изучение Османской империи и османского (турецкого) языка.
В 1795 году в Париже была открыта первая в западном мире высшая школа, посвящённая изучению тюркских языков «Школа живых восточных языков» (L'école des langues Orienteles vivantes).
Зарождение тюркология в России датируют второй половиной XVIII века. До этого времени описания тюрок и турок встречаются в русских летописях (например, в «Повести временных лет») и отдельных сочинениях («Повесть о Царьграде» Нестора Искандера; поданные Ивану Грозному трактаты о турках Ивана Пересветова; «Скифская история» Андрея Лызлова; двухтомная история Турции Дмитрия Кантемира и др.).
В лексиконе академика П. С. Палласа «Сравнительные словари всех языков и наречий» (1787), изданном в Санкт-Петербурге, приведён лексический материал из татарского, мишарского, ногайского, башкирского и других тюркских языков.
До середины XIX века тюркология развивалась как комплексная дисциплина, изучавшая тюркские языки, литературные и исторические памятники, отчасти нумизматику, этнографию и фольклор тюркоязычных народов.
В 1863 году на факультете восточных языков Петербургского университета была создана кафедра истории Востока, где самостоятельное развитие получило изучение истории тюркских народов.
В России тюркология как самостоятельная дисциплина сформировалас во второй половине XIX века. Большую роль в её становлении и развитии сыграли исследования М. А. Казембека («Грамматика турецко-татарского языка», 1839), О. Н. Бетлингка («Грамматика якутского языка», 1851), П. М. Мелиоранского («Арабская филология о турецком языке», 1900), А. Н. Самойловича («Опыт краткой крымско-татарской грамматики», 1916).
В развитие тюркологии в дооктябрьский период большой вклад внесли российские учёные: В. В. Радлов, И. Хальфин, К. Насыри, Ч. Ч. Валиханов, Н. Ф. Катанов, А.А.Валидов, Х.-Г. Габяши; в советский период — тюркологи, внёсшие значительный вклад в развитие мировой тюркологии: В. А. Богородицкий, С. Е. Малов, Г. Х. Ахатов, Н. И. Ашмарин, Н. А. Баскаков, Н. К. Дмитриев, А. Н. Кононов, Э. Р. Тенишев, Л. З. Заляй, Дж. Г. Киекбаев, А. М. Щербак, М. Ш. Ширалиев и другие. Значительная работа была проведена по изучению говоров и диалектов тюркских языков, разработана грамматическая система, изданы научные грамматики, фразеологические словари. Большое развитие получила тюркская лексикография: составлены и изданы национально-русские и русско-национальные многотомные толковые, а также терминологические, диалектологические словари. Достижением советских тюркологов стало также создание сравнительной фонетики и морфологии и синтаксиса тюркских языков.
Проблемы тюркологии разрабатываются также в Болгарии (Г. Галыбов, Н. Тодоров), Венгрии (Д. Немет, Д. Хазам, А. Рона-Таш), Польше (А. Зайончковский, Э. Трыярский), Турции (Р. Арат, Б. Аталай, А. Дильачар, А. Валиди-Тоган), Германии (А. фон Габен, Г. Дорфер), Швеции (Г. Ярринг, Л. Юхансон), США (К. Г. Менгес, П. Б. Голден) и других странах.

## Преследование тюркологии в СССР в 30-е и 40-е годы
В 30-е и 40-е годы XX века многие выдающиеся учёные-тюркологи в СССР были репрессированы. Так, по ложным обвинениям в шпионаже были расстреляны профессор Б.В. Чобан-заде (1937), профессор Е. Д. Поливанов (1938), академик АН СССР А. Н. Самойлович (1938) и многие другие.